# Crystal Castles

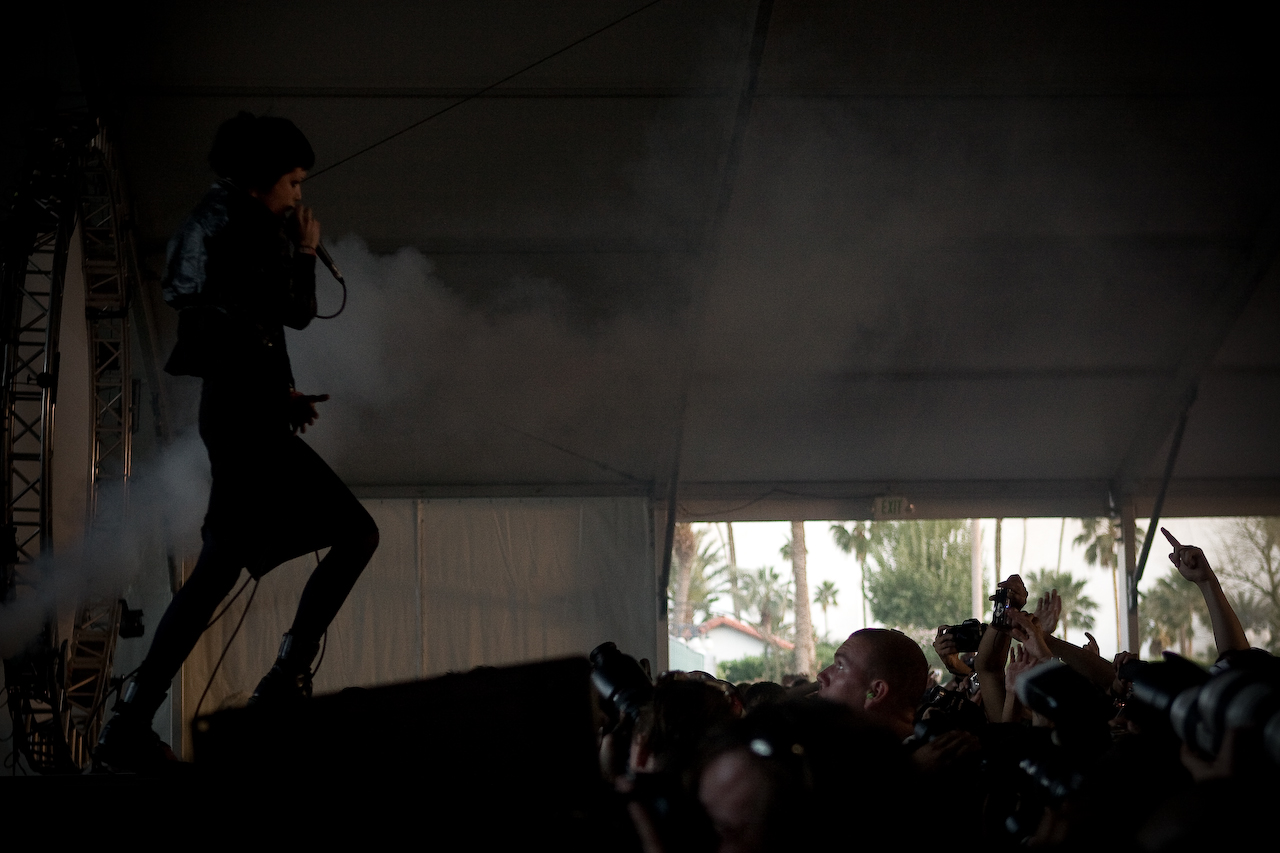
Crystal Castles 2009

Crystal Castles foi um grupo de eletrônica formada em 2006 na cidade de Toronto, Canadá. O duo é conhecido por apresentações caóticas ao vivo e pela sonoridade lo-fi e melancólica de suas produções, que misturadas com sons de jogos eletrônicos antigos e com os vocais distorcidos da ex-integrante Alice, têm um resultado final ruidoso e único.
A vocalista Alice Glass anunciou no dia 8 de outubro de 2014, em seu Twitter, sua saída da banda. O duo se separou para seguir carreiras solo por divergências profissionais. Porém, a banda continua sem a presença de Alice.
Em 2015, Crystal Castles lançou outras duas músicas, DEICIDE / FRAIL, contando com a presença de uma outra voz feminina de sua nova integrante, Edith Frances.

## História
Crystal Castles foi nomeado depois das frases "O destino do mundo está seguro em Crystal Castles" e "Crystal Castles, a fonte de todo o poder", ambas frases referindo-se ao personagem de ficção da fortaleza de She-Ra no céu. A banda foi formada em Dezembro de 2003 com as composições de Alice como grande ingrediente ao duo. Eles rapidamente gravaram faixas (hoje conhecida como "2004 guitar demos") mas depois eles não ficaram satisfeitos com a música e não se encontraram mais até 2005, quando Ethan ganhou de Alice um CD com 60 novas músicas eletrônicas. Em Abril de 2005, Alice Glass gravou o vocal de 5 dessas novas instrumentais. O teste do microfone para essa sessão de gravação foi secretamente gravado no estúdio e foi mais tarde lançado como seu primeiro single, um edição limitada de vinil na gravadora de Londres, a Merok Records, lançado em Junho de 2006 e esgotando sua edição rapidamente. Alice Glass não soube dessa gravação e posteriormente pediu uma justificativa.
Outros singles em vinil foram feitos em 2007 em várias gravadoras e todos tendo o mesmo sucesso. Finalmente em 2008, a Lies Records juntou uma grande parte dos singles e lançaram em um CD em primeiro momento, com muitas músicas anteriormente conhecidas e 3 músicas gravadas. Seu álbum de estréia, Crystal Castles, foi ainda lançado como um álbum duplo.
Embora Crystal Castles tenham começado bem, Alice e Ethan ainda não consideravam eles como uma banda. Alice descreve o sucesso como alguma coisa.

### Crystal Castles (II)
As notícias de seu segundo álbum de estúdio, (II) (2010), foram anunciadas no começo de Dezembro de 2009. O álbum seria lançado pela Fiction Records em 7 de Junho de 2010 no Reino Unido e Europa, e em 8 de Junho de 2010 mundialmente, porém, depois do álbum vazar pela internet, o lançamento foi adiantado para 23 de Abril de 2010. O álbum foi disponibilizado fisicamente em 24 de Maio de 2010. O álbum foi produzido por Ethan Kath em vários lugares, incluindo uma igreja na Islândia, em uma cabine no norte de Ontario e em uma garagem atrás de uma loja de conveniência em Detroit Michigan, com uma música gravada no estúdio em Londres de Paul "Phones" Epworth. Ao todo são 14 músicas no álbum.

### (III)
Em março de 2012, a banda anunciou sua estadia em Varsóvia, onde começariam a gravar seu terceiro álbum, intitulado (III). Em 25 de julho, Crystal Castles postou na internet o primeiro single de seu novo álbum, intitulado "Plague". Logo depois, a faixa "Wrath Of God" foi lançada como segundo single. A data de lançamento foi anunciada como 5 de novembro, e então adiada para o dia 12 do mesmo mês. A capa do álbum foi divulgada através da página do Facebook da banda, e mostra uma mulher chamada Fatima al-Qaws segurando o seu filho Zayed, que sofria efeitos do gás lacrimogêneo jogado contra manifestantes de rua no Iêmen, foto premiada do fotógrafo espanhol Samuel Aranda, que representa o teor político do álbum. A seleção de faixas do CD foi divulgada em 9 de outubro, e o terceiro single, "Affection", foi lançado em 31 de outubro. Finalmente, após ser adiado diversas vezes, o álbum foi lançado em 7 de novembro de 2012, recebendo boas críticas de sites de música como o Pitchfork Media e o NME.

### Nova vocalista e lançamento deAmnesty (I)
Em 16 de abril de 2015, Ethan Kath lançou uma nova faixa chamada "Frail" com a nova vocalista, Edith Frances. Em julho de 2015, outra música, "Deicide", foi lançada. A primeira performance ao vivo com a nova vocalista foi em 27 de novembro de 2015 no Soundswild Festival, em Joanesburgo. Em fevereiro de 2016, a banda apresentou dois shows em Londres, o tabloide Daily Mirror fez uma avaliação declarando que "Alice Glass era, de muitas maneiras, a face de Crystal Castles, enquanto Ethan era a faísca criativa, mas não parece que seus shows irão sofrer sem Alice". Em julho de 2016, foi postado na página oficial do Facebook da banda uma prévia de uma nova música chamada "Femen". Dias após, uma nova música chamada "Concrete" foi disponibilizada junto com seu vídeo musical. Posteriormente disponibilizaram outras faixas como "Char", uma prévia do vídeo de "Enth"; Fleece e "Sadist".
No dia 19 de agosto, ocorreu o lançamento do novo álbum chamado Amnesty (I).

## Recepção

### Turnê
Crystal Castles tem sido a atração principal de numerosas tours pelos Estados Unidos, Japão e Austrália. A banda nunca fez turnê em seu país de origem. Eles tocaram em alguns festivais, incluindo o Oxegen Festival 2009 (Irlanda), All Points West Festival 2009 (Nova Jersey), Coachella Valley Music and Arts Festival 2009 (Indio, Califórnia),  Heineken Open'er Festival 2009 (Gdynia, Polônia) e o Reading and Leeds Festival (Inglaterra) nos anos de 2007, 2008 e 2009
Em Maio de 2008, Crystal Castles foi a banda principal na turnê pelo Reino Unido da NME, "New Noise" .
Crystal Castles se apresentou no Glastonbury Festival em Junho de 2008, onde encurtaram sua setlist. Crystal Castles entrou em turnê com Nine Inch Nails em 3 datas em Agosto de 2008.
Crystal Castles ainda tocou em vários Festivais de Verão da Europa incluindo o Reading and Leeds Festivals. Eles tinha a expectativa de retornar em Setembro de 2008 com uma turnê mas tiveram que cancelar devido a gravações. Tocaram no Connect 2008 e em Outubro no Iceland Airwaves festival.
Eles participaram junto com o Blur no show de retorno deles em Hyde Park, Londres em 2 de Julho de 2009.
Eles ainda se apresentaram no Bonnaroo Music & Arts Festival em Manchester, Tennessee em 12 de Junho de 2009.
Crystal Castles foi anunciado para tocar no palco da NME no Leeds & Reading festival 2010, eles ainda tocarão no Glastonbury 2010 e RockNess Music Festival 2010.

### Uso da música
No fim de 2008, "Air War" foi usado pela Toshiba no lançamento de um de seus produtos de Alta Definição. A propaganda aprensenta as técnicas inspiradas no filme The Matrix. A propaganda ganhou inúmeros prêmios e foram mostradas na televisão e nos cinemas.
Crystal Castles fez uma apresentação da música "Alice Practice" em um clube no terceiro episódio da segunda temporada do seriado britânico, Skins. "Through the Hosiery" foi apresentada no jogo de videogame Saints Row 2.
"Air War" foi inserida no jogo de videogame 'FIFA 2010' pela EA Sports, e "Celestica" foi usada no game PES 2011, pela Konami.

### Direitos Autorais
No meio de 2008, os Crystal Castles foram envolvidos em duas controversias relacionadas a arte do álbum e samples em suas músicas lançadas. Pitchfork Media publicou histórias de que Crystal Castles' usaram a arte de Trevor Brown sem permissão. A imagem, um olho preto da cantora Madonna, foi usado pela banda para propaganda. O caso foi resolvido depois da banda comprar os direitos para usar a imagem de Brown.
Um outro, de demos não lançadas, foi incosporado um sample sem permissão; a música foi lançada na página do Myspace da gravadora Lies Records, sem dar créditos ao sample original. A faixa, "Insectica (CC vs Lo-Bat Version)", usa partes da música de Lo-bat chamada "My Little Droid Needs a Hand", lançada sobre uma licença Creative Commons. Outra música chamada "Love and Caring", utiliza samples do Covox, "Sunday".

## Saída de Alice Glass
Em 2014, Alice Glass anunciou que estava deixando Crystal Castles. A declaração dizia:
"A minha arte e minha auto-expressão de qualquer forma sempre foi uma tentativa no sentido de sinceridade, honestidade e empatia pelos outros. Para uma infinidade de razões profissionais e pessoais que eu já não sinto que isso é possível dentro de Crystal Castles. Embora este seja o fim da banda, eu espero que meus fãs me abracem como um artista solo, da mesma forma que eles têm abraçado o Crystal Castles.
O gerente de Crystal Castles imediatamente informou que a banda iria continuar.

### Pós Alice Glass e Hiato
Em 16 de Abril de 2015, Ethan Kath lançou uma nova faixa do Crystal Castles, "Frail", com uma nova vocalista chamada Edith. Em 2 de julho de 2015, outra música nova, "Deicide", foi lançada. Crystal Castles fez a sua primeira performance ao vivo com a nova vocalista em 27 de novembro no Soundswild Festival, em Joanesburgo, África do Sul. Pouco antes do show, a banda postou no Facebook uma imagem de Kath e a nova vocalista.
Acusações de abusos foram feitam por Alice Glass contra Ethan Kath em 2017, e desde então Crystal Castles está inativo não tendo lançado nenhum material novo, sem realizar nenhum show ou mesmo fornecendo atualizações sobre seu próprio status.
Foi revelado após as acusações de Glass, que o empresário de longa data da banda, James Sandom, não trabalhava mais com o grupo. 
Kath processou Glass por difamação, mas seu processo foi rejeitado pelo tribunal.
Em 21 de dezembro de 2017, o policial Allyson Douglas-Cook, do Serviço de Polícia de Toronto, confirmou que Kath (nome verdadeiro Palmieri) era objeto de uma investigação atualmente aberta na unidade de Crimes Sexuais.

## Discografia

### Álbuns
- Crystal Castles (18 de março, 2008) - Last Gang Records
- Crystal Castles II (25 de Maio, 2010) - Motown/Universal
- III (08 de Novembro, 2012) - Casablanca
- Amnesty (I) (19 de Agosto, 2016) - Casablanca

### Singles e EPs
- Alice Practice 7" EP (1 de junho, 2006) - Merok Records (ME002)
  - Edição limitada de 500 cópias. Vendido em três dias.
- "Crimewave" 7" (Crystal Castles vs. HEALTH) (13 de agosto, 2007) - Trouble Records
- "Air War" 7" (17 de dezembro, 2007) - Trouble Records (TROUBLE001)
- "Crystal Castles/Heartsrevolution (não oficial)" 6" (2007) - Split com Heartsrevolution
  - Edição limitada de 350 cópias.
- "Courtship Dating" 7" (31 de março, 2008)
- "Crimewave" 12" (Crystal Castles vs. HEALTH) (setembro 2008)
- "Celestica" (16 de Abril de 2010)  - Fiction Records
- "Doe Deer" 12" (!7 de Abril de 2010) - Fiction Records
  - Edição limitada de 500 cópias em 12" vinil. Apresenta "Doe Deer", uma música do álbum, mais 3 músicas de 2004: Insectica (original guitar demo), Seed (original guitar demo), Mother Knows Best (original guitar demo).

### Bootlegs
- Live at Glastonbury 2008 EP (2008)
- Live at Maida Vale Studios- London(2007)

### Remixes
- "HEALTH - Crimewave"
- "Klaxons - Atlantis to Interzone"
- "The Little Ones - Lovers Who Uncover"
- "Goodbooks - Leni"
- "Sohodolls - Trash The Rental"
- "Liars - It Fit When I Was A Kid"
- "The Whip - Divebomb"
- "Bloc Party - Hunting for Witches"
- "White Lies - Death"